# Svante Odqvist
Knut Svante Odqvist, född 2 augusti 1927 i Annedal, Göteborgs och Bohus län, död 1 mars 1996 i Stockholm (skriven i Helsingborgs Gustav Adolfs församling), var en svensk skådespelare.
Odqvist är gravsatt i minneslunden på Norra begravningsplatsen utanför Stockholm.

## Filmografi i urval
- 1951 – Fröken Julie
- 1960 – På en bänk i en park
- 1969 – Friställd (TV-serie)
- 1969 – Konfrontation
- 1976 – Återkomsten
- 1978 – Bevisbördan (TV-serie)
- 1979 – Katitzi (TV-serie)
- 1980 – Mördare! Mördare!
- 1980 – Sverige åt svenskarna
- 1981 – Hundarnas morgon
- 1981 – Operation Leo
- 1981 – Snacka går ju...
- 1983 – Albatrossen

## Teater

### Roller
| År   | Roll         | Produktion                                         | Regi            | Teater                   |
| ---- | ------------ | -------------------------------------------------- | --------------- | ------------------------ |
| 1954 |              | Guds gröna ängar Marc Connelly                     | Johan Falck     | Helsingborgs stadsteater |
| 1954 | Tom Lee      | The och sympati Robert Anderson                    | Gunnar Ekström  | Helsingborgs stadsteater |
| 1955 | Klas Tott    | Kristina August Strindberg                         | Johan Falck     | Helsingborgs stadsteater |
| 1955 | Sam Craig    | Vår lilla stad Thornton Wilder                     | Erik Berglund   | Helsingborgs stadsteater |
| 1955 | Saint-Marsan | Madame Sans-Gêne Victorien Sardou och Émile Moreau | Johan Falck     | Helsingborgs stadsteater |
| 1955 | Koinoff      | Mayerlingdramat Maxwell Anderson                   | Johan Falck     | Helsingborgs stadsteater |
| 1955 | Merriman     | Mister Ernest Oscar Wilde                          | Leo Golowin     | Helsingborgs stadsteater |
| 1955 | Seiko        | Thehuset Augustimånen John Patrick                 | Stig Olin       | Helsingborgs stadsteater |
| 1956 | En kypare    | Urladdning Clifford Odets                          | Gunnar Ekström  | Helsingborgs stadsteater |
| 1960 |              | Mannen och hans överman George Bernard Shaw        | Gustaf Molander | Riksteatern              |